# Tramway de Munich
Le réseau de tramway de Munich est le réseau de tramway de Munich, en Allemagne, exploitée par la Münchner Verkehrsgesellschaft (MVG).

## Historique
En décembre 2013, l’extension d'un kilomètre de la ligne 19 est inauguré. Le coût est de 12 millions d'euros.

## Réseau actuel

### Aperçu général
| Ligne | Tracé | Nombre de station | Temps de parcours |
| ----- | --- | ----------------- | ----------------- |
|       | Scheidplatz - Hohenzollernplatz - Leonrodplatz - Rotkreuzplatz - Romanplatz | 17                | 21 min            |
|       | Max-Weber-Platz - Rosenheimer Platz - Ostfriedhof - Silberhornstraße - Wettersteinplatz - Großhesseloher Brücke | 16                | 24 min            |
|       | Romanplatz – Donnersbergerstraße – Hackerbrücke – München Hauptbahnhof – Sendlinger Tor – Isartor – Max-Weber-Platz – Herkomerplatz – Effnerplatz — Arabellapark — St. Emmeram                                                                 | 36                | 32 min            |
|       | Amalienburgstraße – Romanplatz – Donnersbergerstraße – Hackerbrücke – München Hauptbahnhof – Karlsplatz – Sendlinger Tor – Fraunhoferstraße – Mariahilfplatz - Ostfriedhof – Giesing Bahnhof – Schwanseestraße                                 | 29                | 35 min            |
|       | Gondrellplatz – Westendstraße – Lautensackstraße – Trappentreustraße – Hauptbahnhof Süd – Karlsplatz – Sendlinger Tor – Isartor – Maxmonument - Tivolistraße – Herkomerplatz – Effnerplatz                                                     | 32                | 41 min            |
|       | Pasing Marienplatz – Fürstenrieder Straße – Lautensackstraße – Trappentreustraße - München Hauptbahnhof – Karlsplatz – Theatinerstraße – Maxmonument - Maximilianeum – Max-Weber-Platz - München Ostbahnhof – Kreillerstraße – St.-Veit-Straße | 36                | 52 min            |
|       | Moosach Bf. – Westfriedhof – Leonrodplatz – München Hauptbahnhof – Karlsplatz | 16                | 22 min            |
|       | Westfriedhof – Leonrodplatz – München Hauptbahnhof – Karlsplatz | 13                | 17 min            |
|       | Münchner Freiheit — Potsdamer Straße — Parzivalplatz — Am Münchner Tor — Anni-Albers-Straße — Domagkstraße — Schwabing Nord | 7                 | 8 min             |
|       | Max-Weber-Platz – Rosenheimer Platz – Ostfriedhof – Silberhornstraße – Wettersteinplatz – Großhesseloher Brücke – Grünwald, Derbolfinger Platz                                                                                                 | 22                | 32 min            |
|       | Petuelring – Hohenzollernplatz – Karolinenplatz – Karlsplatz – Sendlinger Tor | 15                | 19 min            |

### Exploitation
Les tramways de Munich sont exploités par la Münchner Verkehrsgesellschaft (MVG) qui exploite aussi le métro de Munich et les bus de la ville.

### Matériel roulant
Huit rames ont été commandés en 2012 pour le réseau de tram de Munich ; elles mesurent 36 mètres et sont livrés fin 2013 pour six d'entre elles, en 2015 pour les deux dernières.
En 2015, 22 nouvelles rames sont commandés avec des options pouvant porter jusqu'à 122 rames complémentaires. La commande comprend neuf rames à deux caisses, neuf à trois caisses et quatre à quatre caisses pour une livraison à compter de mi-2017.
Une option de 73 rames à caisses est levé en juillet 2019 pour un début de livraison en 2021. Cette levée d'options se fait pour un montant de plus de 200 millions d'euros.